# Minh Quang, Trừ Châu
Minh Quang (chữ Hán giản thể: 明光市, âm Hán Việt: Minh Quang thị) là một thành phố cấp huyện thuộc địa cấp thị Trừ Châu, tỉnh An Huy, Cộng hòa Nhân dân Trung Hoa. Về mặt hành chính, thành phố này được chia thành 3 nhai đạo biện sự xứ, 13 trấn, 13 hương.
- Nhai đạo biện sự xứ: Thành Quan, Thành Bắc, Thành Tây.
- Trấn: Quản Điếm, Phan Thôn, Chiêu Tín, Thạch Bá, Cổ Bái, Gian Khê, Kiều Đầu, Tô Hạng, Tam Giới, Tân Lý, Nữ Sơn Hồ, Trương Bát Lĩnh, Tự Lai Kiều.
- Hương: Bạc Cương, Lạo Khẩu, Mã Cương, Liễu Hạng, Tam Quan, Minh Đông, Thái Bình, Hoành Sơn, Thiêu Cương, Lỗ Sơn, Gia Sơn, Sài Dương.